# Charles Tondreaustadion
Het Charles Tondreaustadion (Frans: Stade Charles Tondreau) is een voetbalstadion in de Belgische stad Bergen.
Het stadion ligt aan de Avenue du Tir, net ten noorden van het stadscentrum, en was het thuisstadion van voetbalclub RAEC Mons. Het terrein is al sinds 1910 in gebruik. Het stadion heeft vandaag nog een capaciteit van ongeveer 8.000 plaatsen.
De lokale overheid investeerde zeven miljoen euro in de renovatie van het stadion.
Jaarlijks wordt in het stadion tijdens de Ducasse van Bergen op Drievuldigheidszondag het Internationale Festival van de Militaire Muziek gehouden.
Na het faillissement van RAEC Mons in februari 2015 werd het stadion in gebruik genomen door fusieclub Royal Albert Quévy-Mons, dat later weer RAEC Mons ging heten.
Vanaf 2019/20 speelt ook RFC Rapid Symphorinois haar thuiswedstrijden in het Charles Tondreaustadion. Deze club was in 2017/18 via de interprovinciale eindronde voor het eerst in haar geschiedenis gepromoveerd naar de nationale reeksen. Hierdoor werd er in Mons voor het eerst in een lange tijd opnieuw een "derby om Bergen" gespeeld in de nationale reeksen.